# 中共中央党报委员会
中共中央党报委员会是中国共产党中央专门领导党报的中央直属机构。

## 历史
1925年5月成立“中央机关报编辑委员会”，主任为蔡和森。1927年11月，中央常委会决定在中央临时政治局常委会之下设立党报委员会，并决定瞿秋白任主任，瞿秋白、邓中夏、毛泽东、周恩来等24人任委员。1928年10月，中央政治局会议决定，七名政治局委员及《布尔什维克》《红旗日报》两报总编辑两人，共九人为党报委员会委员，瞿秋白为书记，瞿秋白回国以前由李立三代理。1930年2月，中央政治局之下设党报委员会及编辑委员会，项英任党报委员会书记。1930年10月，中央政治局会议讨论关于改变过去党报由政治局整个负责，决定成立中央党报委员会总干事会，由瞿秋白、向忠发、潘问友、沈泽民和杨善南5人组成。
1931年1月7日在上海召开的中国共产党六届四中全会，设立“中央党报委员会”，张国焘为中央党报委员会主任（主席）（张外出时由周恩来代理），书记为中共中央政治局常委、中央宣传部部长张闻天。 
1934年1月，中共临时中央在江西瑞金召开中共六届五中全会，重新设立该机构，主任张闻天。红军长征中该机构取消。
1936年5月，张闻天兼任中央党报委员会负责人，成员有博古（秦邦宪）、吴亮平、李维汉、凯丰、陆定一、王稼祥、张闻天。1938年12月，中央党报委员会委员有王明、张闻天、王稼祥，没有确定负责人。1939年1月，中央书记处会议决定增加徐冰等六人为委员。1942年3月，中央政治局决定博古（秦邦宪）为党报委员会主任，委员有王明、张闻天、王稼祥、徐冰、杨松、肖向荣、吴亮平等。1943年3月，按照中央机构调整及精简的决定，在中央政治局书记处之下设立中央宣传委员会之后，中央党报委员会即行撤销。
抗战爆发后，中央党报委员会组织架构：
- 主任博古（1939年9月至1943年3月）
- 委员：
  - 王明（1938年-1943年3月）
  - 张闻天（1938年-1943年3月）
  - 王稼祥（1937年-1943年2月）
  - 徐冰（1939年1月-1943年3月）
  - 杨松（1939年1月-1942年11月）
  - 萧向荣（1939年1月-1943年3月）
  - 吴亮平（1939年1月-1943年3月）
  - 吴敏（1939年1月-1942年2月）
  - 乐少峰（1939年1月-1942年2月）
  - 凯丰（1942年3月-1943年2月）
  - 胡乔木（1942年3月-1943年2月）
  - 余光生（1942年3月-1943年2月）
  - 陆定一（1942年4月-1943年2月）
  - 陈正人（1942年8月-1943年2月）
- 秘书长
  - 廖承志（1937年4月-1937年10月）
  - 徐冰（1937年11月-1939年）
- 编辑科：
- 资料科
- 出版科：孙雪苇、孙萍
- 校对科：尹达
- 发行科

最初的任务是编辑出版中共中央政治理论刊物《解放》周刊，后来职能扩大，成为延安中央所属新闻、出版、发行、印刷的统一领导机构。从1939年9月到1942年12月，该机构主任为博古。
1943年3月20日，中共中央政治局在延安举行会议，通过了《中央机构调整及精简的决定》，决定在中央政治局和书记处之下，设立中央宣传委员会，由毛泽东、王稼祥、博古、凯丰四人组成，毛泽东任书记，统管中央宣传部、解放日报社、新华社、中央党校、文委和出版局，取消中央党报委员会。 
```
      
```